# Gunnm Mars Chronicle
Gunnm Mars Chronicle (銃夢火星戦記, Gunnm: Kasei senki) est un seinen manga écrit et dessiné par Yukito Kishiro. Il est prépublié depuis octobre 2014 à mars 2025 dans le magazine Evening publié par l'éditeur Kōdansha. Il s'agit de la troisième série de l'univers Gunnm, après l’œuvre originelle et Gunnm Last Order. La version française est publiée par Glénat à partir d'octobre 2016.

## Synopsis
L'histoire commence sur un flash-back concernant la petite enfance dramatique de Yoko sur une planète Mars en proie à une « guerre de cent ans ».

## Personnages
Gally (Yoko)Personnage principal de la série. Durant la guerre, elle est très jeune et particulièrement innocente. Au début de l'histoire elle possède déjà un corps de cyborg, mais ne sait pourtant pas encore marcher.
EricaOrpheline, elle est la plus proche amie de Yoko durant la guerre. Elle est la plus débrouillarde des deux et Yoko lui doit en grande partie d'avoir survécu au conflit.
Baron MusterHomme mystérieux et méchant autoproclamé. Il complote contre la reine cydonienne Kagura Dornburg, et est obsédé à l’idée de trouver le trésor secret de Mars.

## Manga
La publication du manga est annoncée début janvier 2014, peu avant la fin de publication de la série Gunnm Last Order. La série, toujours écrite et dessinée par Yukito Kishiro, débute sa prépublication le 28 octobre 2014 dans le magazine Evening publié par l'éditeur Kōdansha. La publication a pris fin le 11 mars 2025,. Le 23 avril 2025, la série compte onze volumes tankōbon. La version française est publiée par Glénat à partir d'octobre 2016.